# 宮城県道164号岩出山停車場線
宮城県道164号岩出山停車場線（みやぎけんどう164ごう いわでやまていしゃじょうせん）は、宮城県大崎市のJR陸羽東線 岩出山駅と宮城県道226号岩出山宮崎線とを結ぶ一般県道である。岩出山駅前にエッソスタンダード石油専用線機関車保存車両が設置してある。

## 路線概要
- 実延長：479.5 m
- 起点：岩出山駅
- 終点：宮城県大崎市岩出山字二ノ構

## 通過する自治体
- 宮城県
  - 大崎市

## 接続する道路
- 宮城県道226号岩出山宮崎線

## 周辺
- 岩出山郵便局